# University of Saskatchewan

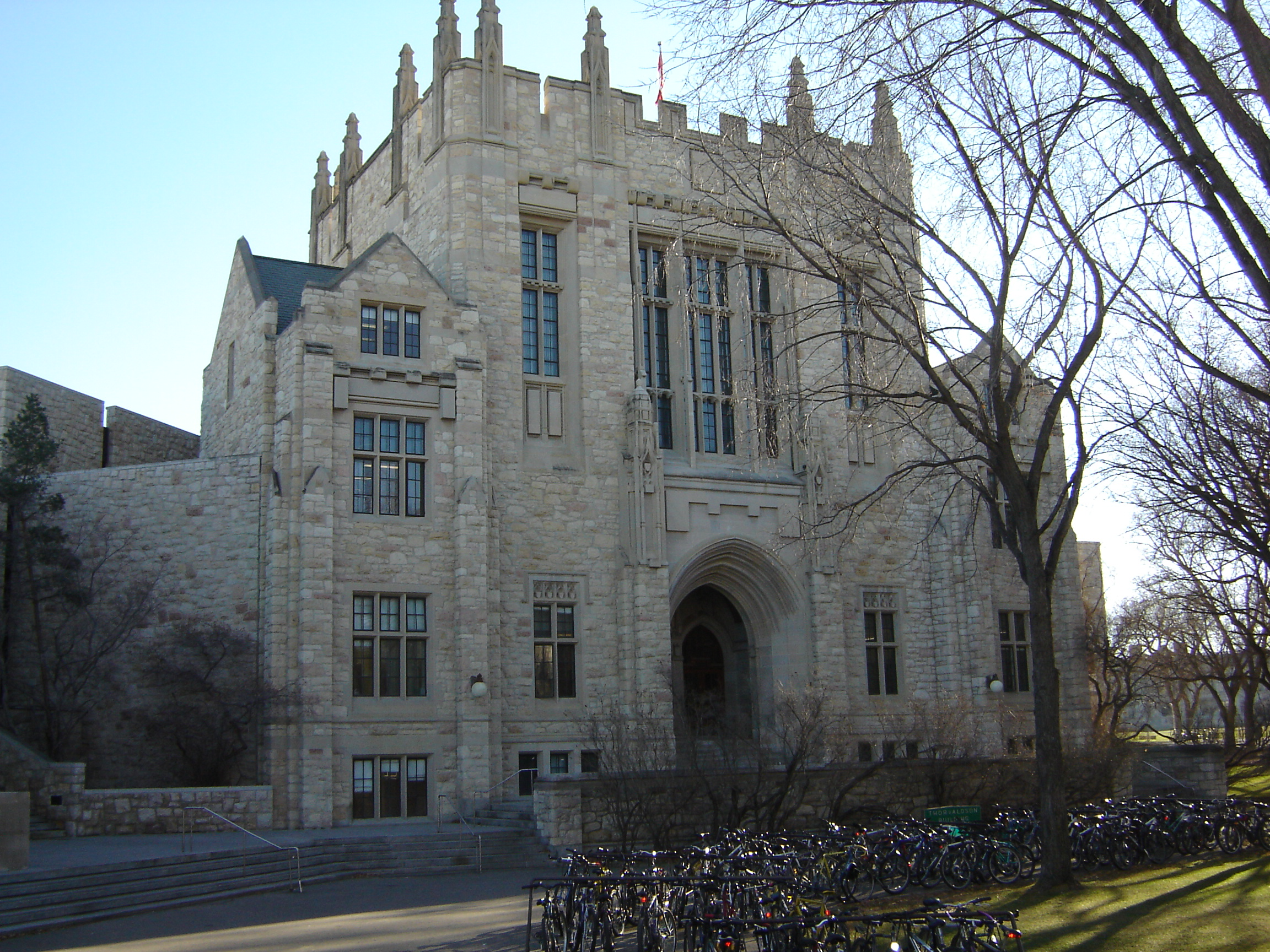
Eingang des Thorvaldson Building, welches sich auf dem Campus der University of Saskatchewan befindet

Die University of Saskatchewan (U of S) ist eine staatliche Universität mit Sitz in Saskatoon in der kanadischen Provinz Saskatchewan. Die Hochschule wurde am 3. April 1907 gegründet. Sie ist Mitglied der Universität der Arktis.
Die Universität Saskatchewan bietet 58 verschiedene Universitätsabschlüsse und Diplome in über 100 Studienrichtungen an und zählt mit etwa 19.800 Studenten zu den größten in Kanada. Hohes Ansehen genießen die Fakultäten für Human- und Veterinärmedizin und das Landwirtschaftskolleg. Die Universität beheimatet den einzigen Synchrotron Kanadas und ist führend mit dem Forschungsprojekt „The Canadian Lightsource“.
Auf dem Gelände der Universität befindet sich das Diefenbaker Canada Centre, das sich mit Leben und Wirken von Premierminister John Diefenbaker befasst.
Administrativ zugeordnet ist das römisch-katholische St. Thomas More College.

## Fachbereiche
Die Universität bietet Bachelor-, Master- und Diploma-Studiengänge in den folgenden Fachbereichen an.
- Landwirtschaft & Bioressourcen
- Arts & Science
- Biotechnologie
- Wirtschaftswissenschaften
- Pädagogik
- Ingenieurwissenschaften
- Kinesiology
- Open Studies

Angeschlossene Colleges sind: Briercrest College, Central Pentecostal College, College of Emmanuel and St. Chad, Emma Lake Kenderdine Campus, Gabriel Dumont Institute of Métis Studies and Applied Research, Horizon College and Seminary, Lutheran Theological Seminary, Open Studies, Saskatoon Theological Union, St. Andrew’s College, St. Peter’s College, St. Thomas More College, Virtual College of Biotechnology sowie das für Weiter- sowie Fernbildungsgänge.

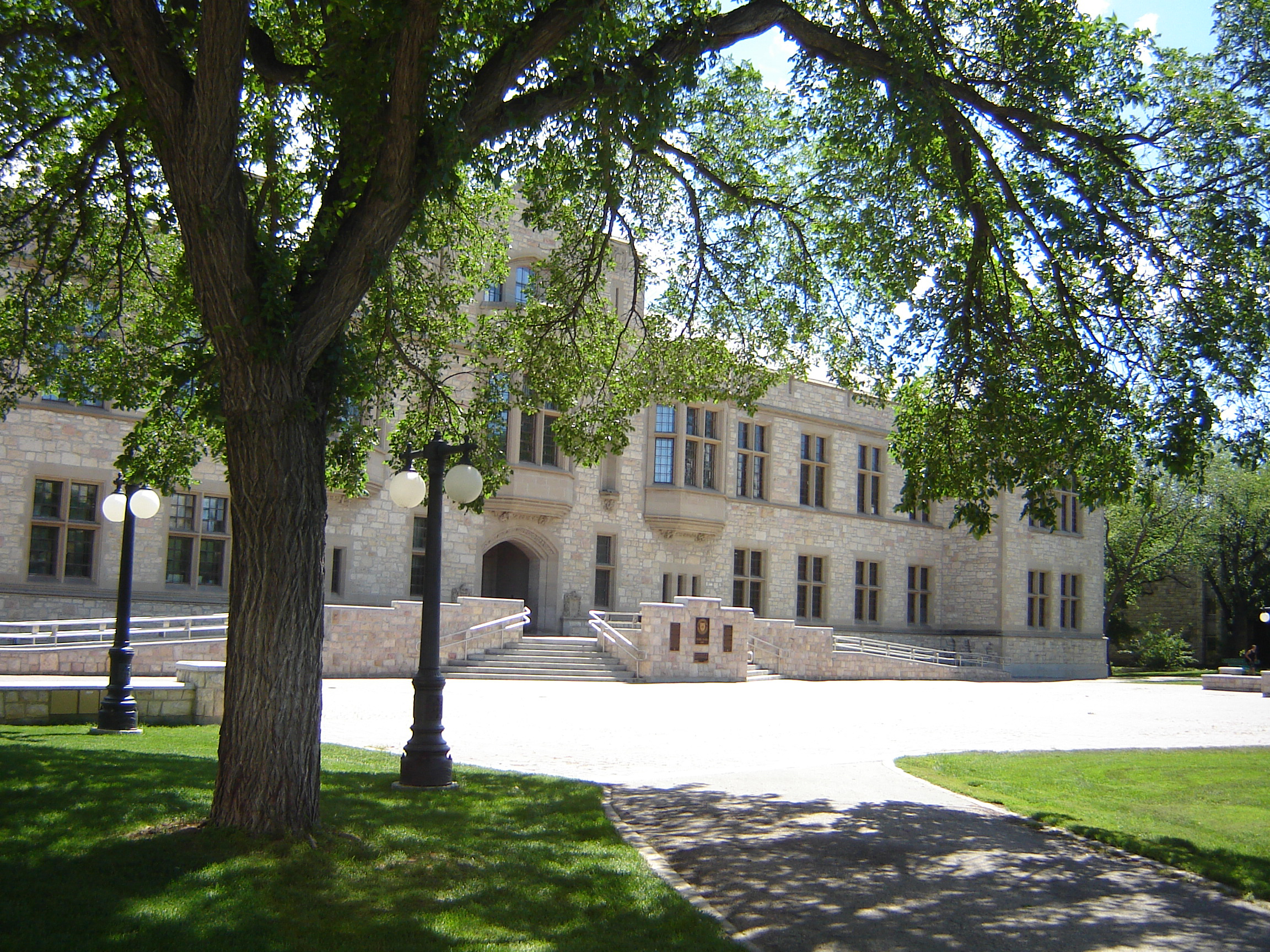
Ein College-Gebäude auf dem Campus im Sommer

## Campus
Der Campus befindet sich am Südostufer des South Saskatchewan River, gegenüber dem am Nordwestufer liegenden Stadtzentrum. Der ehemalige Premierminister Sir Wilfrid Laurier legte den ersten Grundstein für das erste Gebäude, dem College Building am 29. Juli 1910. Die Architekten Brown and Vallance waren die ersten Architekten, die mit dem Bau auf dem Campus begannen und die ersten Universitätsgebäude nach Collegiate-Gothic-Style entwarfen. Die ersten Gebäude wurden in einem Grauton gehalten, was sich über die Jahre hinweg zu einem Markenzeichen der historischen Gebäude und des ganzen Campus entwickelt hat. Das College Building, welches in den Jahren 1910–1912 gebaut und im Jahr 1913 offiziell eröffnet wurde, wurde im Jahr 2001 unter Denkmalschutz gestellt. Das Saskatchewan's Provincial University and Agricultural College wurde am 1. Mai 1913 durch Walter Scott eröffnet. Viele der Gebäude sind durch Tunnel oder Skywalks miteinander verbunden.

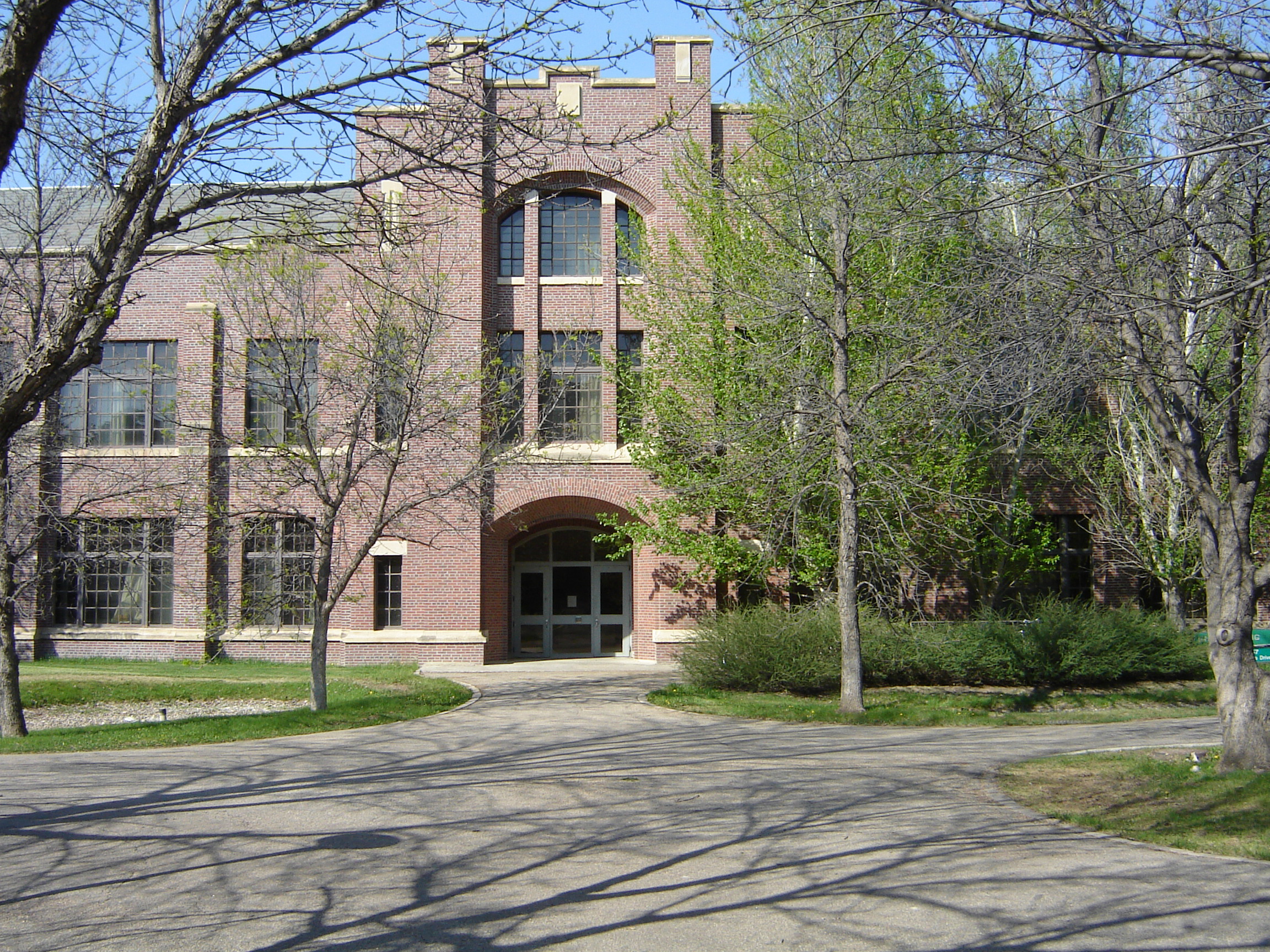
Gebäude für Ingenieurwissenschaftler auf dem Campus

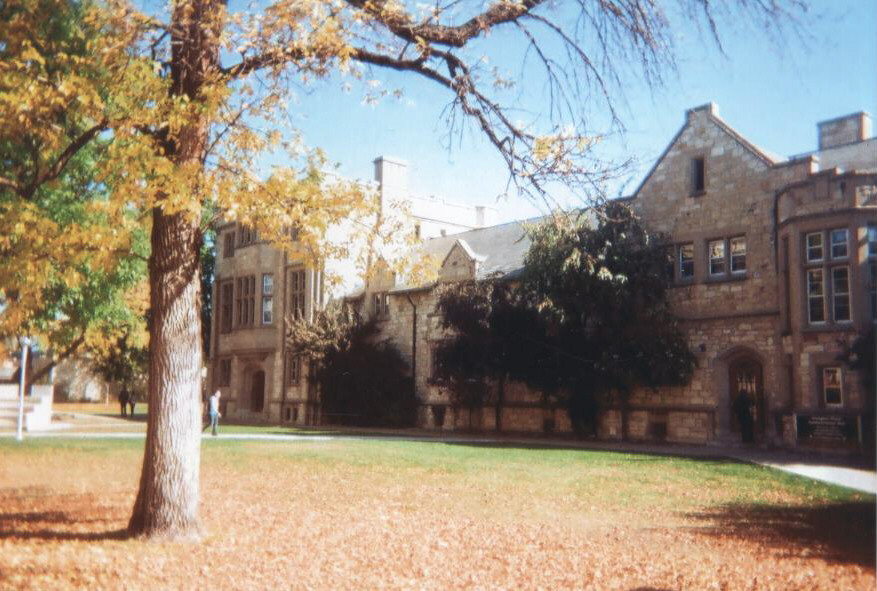
Saskatchewan Hall ist eins von mehreren Studentenwohnheimen auf dem Campus

### Einrichtungen
Es gibt eine monatlich erscheinende Campuszeitung, deren Geschichte auf das Jahr 1912 zurückgeht. Des Weiteren befindet sich ein Campus Radio (CJUS-FM), das von Studenten betrieben wird. Deren Geschichte geht auf das Jahr 1965 zurück. 1983 erhielt der Sender eine beschränkt kommerzielle Sendegenehmigung. 1985 wurde der Sendebetrieb aufgrund von Einsparungen im Budget eingestellt. Im Jahr 2005 startete CJUS wieder mit der Ausstrahlung seines Sendeprogramms, das bis heute andauert. Die Universität unterhält eine Partnerschaft mit dem örtlichen Radiosender CFCR-FM, der Volontäre beschäftigt.
Weitere Einrichtungen sind:
- Bücherei
- Sporteinrichtungen
- Restaurants, Cafés und Bars
- Buchhändler
- Geschäfte für Bekleidungen
- Computer-Geschäft
- Zahnärztliche Klinik
- Klinik für Veterinärmedizin

## Sport
Die Saskatchewan Huskies treten in den Ligen der Canada West Universities Athletic Association (CWUAA) an. In den letzten Jahren konnte das Basketballteam regionale und nationale Erfolge erzielen.

## Persönlichkeiten

### Bekannte Forscher
- Emmett Matthew Hall (1898–1995), O.C., C.C., Q.C., LLB, Richter am Obersten Gericht und Mitbegründer des kanadischen Gesundheitssystems Medicare
- Gordon Barnhart, ehem. Universitätssekretär, Professor em. in kanadischer Politologie und ehem. Lieutenant Governor von Saskatchewan
- Sylvia Fedoruk (1927–2012), Universitätskanzlerin, Physikerin, Professorin und Spezialistin für Nuklearmedizin, Lieutenant-Governor von Saskatchewan (1988–1994)
- J. W. Grant MacEwan, Direktor des Fachbereichs Landwirtschaft, Professor für Tierhaltung, sowie Lieutenant Governor von Alberta zwischen 1966 und 1974
- Gerhard Herzberg, Nobelpreisträger in Chemie
- William Sarjeant, Geologe
- Thorbergur Thorvaldson (1883–1965), isländisch-kanadischer Chemiker
- Hilda Neatby (1904–1975), Historikerin
- Herbert V. Guenther (1917–2006),  Philosoph
- Delwyn G. Fredlund, Bauingenieur in der Geotechnik
- Curt Wittlin, Romanist

### Bekannte Absolventen
(Auswahl)
- Alastair G. W. Cameron (1925–2005),  Astrophysiker, Professor in Harvard
- Kim Coates, Schauspieler
- Gail Bowen (* 1942), kanadische Schriftstellerin, Hochschullehrerin und Dramatikerin
- Charmaine Dean, trinidadisch-kanadische Mathematikerin, Vizepräsidentin für Forschung an der University of Waterloo
- William Deverell (* 1937), kanadischer Schriftsteller und Rechtsanwalt
- N. Murray Edwards (* 1959), Präsident von Canadian Natural Resources
- Tommy Douglas, kanadischer Politiker
- John Hewson, australischer Politiker
- Henry Taube, Nobelpreisträger in Chemie (1983)

## Bekannte Start-up-Unternehmen
- SED Systems
- IL Therapeutics
- Quack.com wurde gegründet von Steven Woods, Jahrgang 1987, und Verna Friesen, Jahrgang 1987